# Cortiçô
Cortiçô ist eine Gemeinde (Freguesia) im portugiesischen Kreis (Concelho) von Fornos de Algodres. In ihr leben 144 Einwohner (Stand 30. Juni 2011).

## Geschichte
Die als Cortiçô de Algodres bekannte hiesige Anta, belegt die urgeschichtliche Anwesenheit des Menschen. Die erste dokumentierte Erwähnung des heutigen Ortes stammt aus dem Jahr 1170, unter dem Namen Cortiçolo. Im 16. Jahrhundert war der Ort als Cortyçoo bekannt. Seit Beginn seiner Aufzeichnungen war es eine eigenständige Gemeinde.

## Kultur und Sehenswürdigkeiten
Neben seiner Megalithanlage stehen auch das Landgut Quinta dos Telhais und die Gemeindekirche Igreja Paroquial de Cortiçô (auch Igreja de São Pelágio), die 1320 dem Christusorden gehörte, unter Denkmalschutz.